# قشلاق برندق
قشلاق برندق یک روستا در ایران است که در دهستان خورش رستم جنوبی واقع شده‌است.